# Mary Hope
Pour les articles homonymes, voir Hope.
 (janvier 2012).
 (janvier 2015).
Le Mary Hope est un navire anglais qui amène à Philadelphie en 1710 des dissidents religieux anglais et allemands, 94 personnes en tout.

## Va-t-on réussir à quitter l'Angleterre?
Le Mary Hope, capitaine John Annis, quitte Gravesend le 29 juin 1710 (selon Chalkey).
A bord, dix familles mennonites (29 personnes) qui se fixeront sur 10 000 arpents près de la petite rivière appelée Pequea Creek, dans le Comté de Lancaster, Pennsylvanie. Il y a aussi d'autres passagers, 94 en tout, dont deux personnes qui tiennent un journal de la traversée : le quaker Chalkley, et le piétiste Samuel Guldin.
Avant de partir, les Mennonites ont écrit une lettre de remerciements aux Mennonites hollandais qui leur ont prêté une assistance financière.
Les débuts du voyage sont laborieux : sur la Tamise, le Mary Hope passe par-dessus un petit bateau, tuant un jeune homme ; il heurte aussi un autre navire ; le capitaine est remplacé. 
On part pour Harwich  à la rencontre de la flotte russe avec laquelle on doit faire route au début. Départ de Harwich. C'est un beau dimanche ensoleillé, mais une tempête se lève soudain et brise les mâts. Retour à Harwich pour une escale forcée de trois jours, afin de réparer les mâts.

## Dans l'ombre de la flotte russe

Les îles Shetland

La Guerre de Succession d'Espagne (1701-1714) bat son plein et rend la navigation plus dangereuse que jamais. L'Angleterre étant alliée à la Russie, le Mary Hope commence par se rendre à Harwich pour rejoindre une flottille de bâtiments de guerre russe et naviguer de conserve avec elle. Six autres navires de passagers pour l'Amérique font de même. On espère ainsi échapper à la menace des navires française de guerre et des corsaires 
D'où le choix d'une route très surprenante à première vue, passant par la région des îles Orcades et Shetland. L'île de Grande-Bretagne sera donc contournée par nord. La guerre explique ce trajet, probablement choisi par la flottille russe, et qui permet en outre d'éviter la Manche, la mer la plus dangereuse possible en temps de guerre contre la France.
À côté de ces grands navires de guerre, les navires marchands ont l'air, selon les voyageurs,  de petites maisons médiocres à l'ombre de splendides châteaux.

## Sept petits Poucets

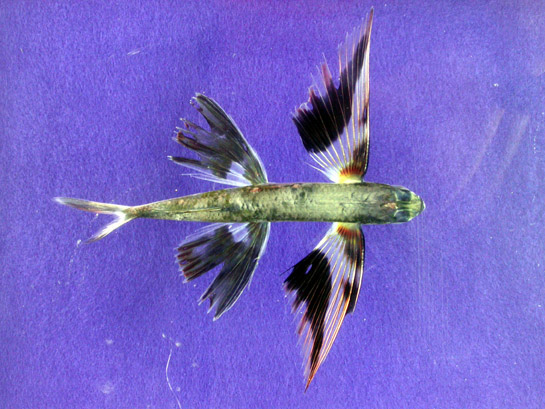
Poisson volant Cheilopogon exsiliens, avec de grandes nageoires pectorales et pelviques

Arrivés dans les parages des Shetland, la flotte russe poursuit sa route vers le nord et les sept petits navires abandonnés à eux-mêmes se sentent plus minuscules que jamais.
La mer est dure et plusieurs personnes ont le mal de mer. Il faut encore 7 semaines et 4 jours avant d'arriver en vue de l'Amérique. Malgré cela, Chalkley trouve que le bateau est le plus sain qu'il ait rencontré, et Guldin est lui aussi excité et heureux. On s'émerveille de voir des marsouins et des poissons volants. Un groupe de baleines émerveille par l'ordre qui y règne, Guldin le compare à une procession de vaches. Même une tempête soulève l'enthousiasme, les voyageurs montent sur le pont pour admirer les vagues hautes "comme des montagnes", sans que personne s'en porte plus mal.
L'ambiance est pieuse. Chalkley organise des réunions de prière quaker sur le pont, les allemands sont invités, il y a des interprètes, et Chalkley les trouve tendres, sobres et bien disposés.
Le 14 août, le dernier des six bateaux qui accompagnaient le Mary Hope la quitte pour suivre sa propre route.

## En remontant le fleuve

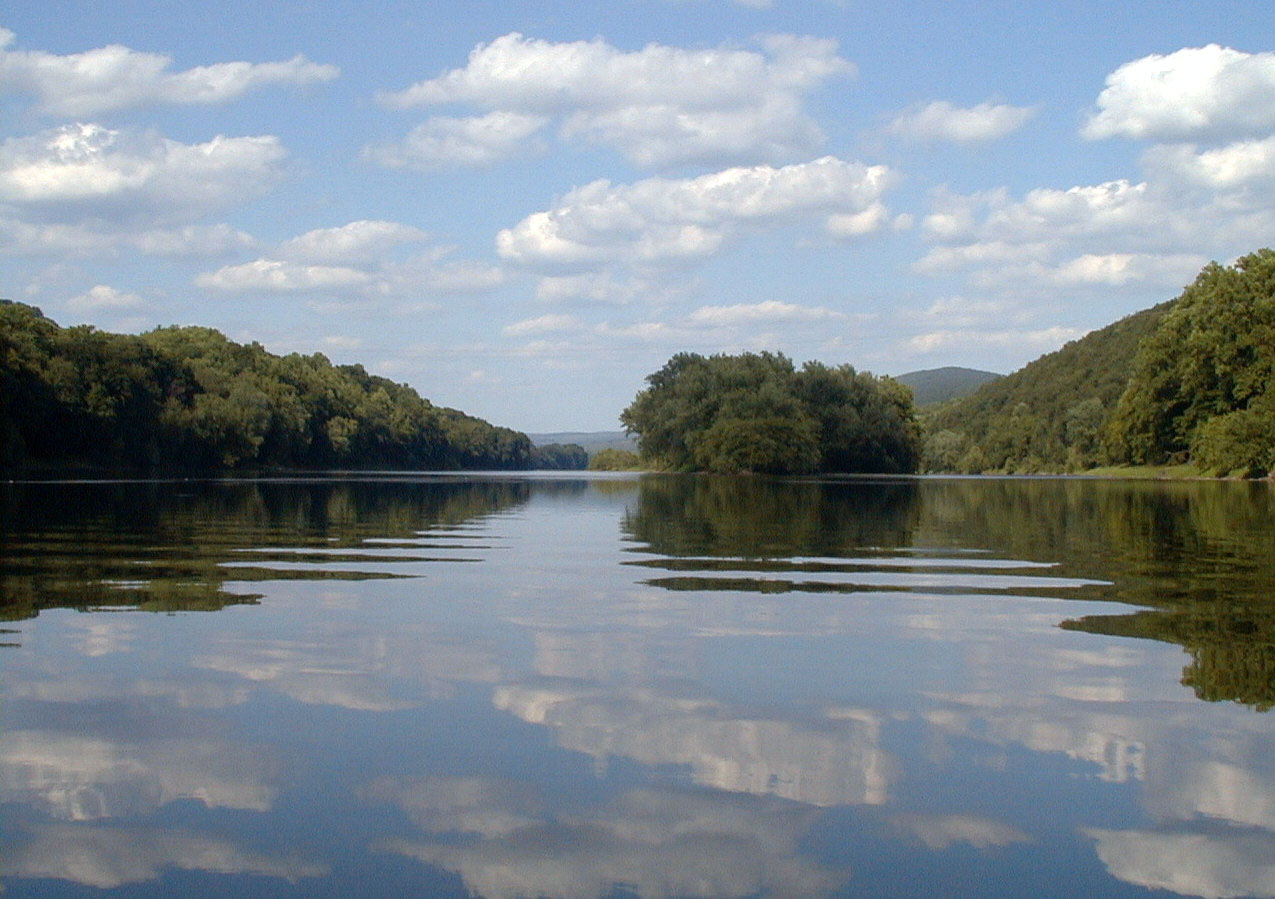
Le fleuve Delaware

Le 16 septembre, on est dans la baie du Delaware, en vue de la terre, à l'abri des attaques de pirates. Personne n'est mort à bord, ni n'a été malade (sauf le mal de mer).
Le navire remonte le Delaware dont le cours les mène à Philadelphie. Après un choc avec un banc de sable, le voyage est très plaisant. Un pilote monte à bord. Des sacs de pommes et de pêche sont embarqués, remplaçant avantageusement la viande salée dont tous sont las ; tous admirent les fruits; les plus gros et les meilleurs qu'ils aient vus ; certains sont si impatients de toucher terre qu'ils descendent du navire et le suivent en marchant à pied le long de la berge. Chalkley n'en est pas à son premier voyage en Amérique, mais il note les réactions de Mennonites, impressionnés de voir d'aussi grands espaces aussi peu peuplés. Ils admirent la terre, ils pensent qu'elle s'avèrera fertile. 
Le Mary Hope arrive à Philadelphie le 23 septembre.

## Sources
Primaires :
- Lettre de Samuel Guldin à ses amis en Suisse relatant son voyage (Publié dans le Journal of the Presbyterian Historical Society, Vol. XIV, 1930, pp.28-41; 46-73).

- The Journal of Thomas Chalkley, to which is annexed a collection of his works, New York, printed and sold by Samuel Wood, 1808 ; mis en ligne par Google : lecture en ligne

Secondaires :
- A Voyage to Pennsylvania and Native American Voices, by John L. Ruth ; mis en ligne par le Mennonite Church Historical Comittee ; lecture en ligne